# 莫赫森·托尔基
莫赫森·托尔基（波斯語：‎，转写：Mohsen Torky，1973年7月11日—），伊朗足球裁判，生于馬什哈德，2000起担任伊朗職業足球聯賽主裁判，2003年成为国际级裁判。中国大陆媒体也将他的名字译为穆罕辛·多基、莫森·托基、莫森·托尔基等。
2007年，托尔基成为亚足联精英裁判之一，他因此得以执法亚洲冠军联赛。托尔基执法了2007年亚洲冠军联赛的半决赛。不过，在伊朗国内，更引人注目的是他执法了德黑兰德比，十四年来德黑兰德比一直由外籍主裁判执法。托尔基执法了2011年亚洲杯足球赛。2013年2月，他曾宣布退出裁判界，不过后来他本人又对此予以否认。
2013年亚洲冠军联赛中，托尔基有多次争议判罚。水原三星和柏太阳神的比赛中，托尔基判给水原三星四个点球。不过水原三星球员罚丢了三个，最终在主场以2比6大比分告负。随后在浦和红钻与广州恒大的比赛中，托尔基两次判给主队点球，但评论认为这两个点球的判罚存在问题。比赛的第72分钟，广州恒大主教练里皮也因踢飞水瓶被托尔基罚上看台，评论认为这个判罚有些过分。比赛第87分钟，托尔基先是将广州恒大的进球吹为越位，随即又改判进球有效，引起主队不满。最终浦和红钻主场3比2取胜。